# Alexandra, 2.ª Duquesa de Fife
Alexandra Vitória Alberta Eduína Luísa Duff (Richmond, 17 de maio de 1891 — Londres, 26 de fevereiro de 1959) foi um membro da família real britânica, filha de Luísa, Princesa Real e Alexandre Duff, 1.º Duque de Fife, neta do rei Eduardo VII.

## Biografia
Alexandra e sua irmã Maud tiveram a distinção de serem netas na linha femininas únicas mulheres a receberem o título de princesa da Grã-Bretanha e da Irlanda o estilo Sua Alteza.
Em 5 de novembro de 1905, o rei Eduardo VII declarou a mãe delas Princesa Real. Ele ainda ordenou Ordem da Jarreteira a Alexandra Duff e sua irmã Maud Duff como princesas da Grã-Bretanha e da Irlanda com o estilo e atributo de Sua Alteza e precedência imediatamente depois de todos os membros da família real britânica tendo o estilo de Sua Alteza Real. A partir desse ponto, Sua Alteza Princesa Alexandra de Fife realizou seu título e posição, não de seu pai (um Duque), mas sim da vontade do soberano (seu avô).

## Duquesa de Fife
Em dezembro de 1911, a família Fife naufragou ao largo da costa de Marrocos. Embora eles escapassem ilesos, o pai de Alexandra adoeceu com pleurisia, provavelmente contraída em conseqüência do naufrágio. Morreu em Assuan, no Egito em 22 de janeiro de 1912 e a princesa Alexandra herdou seu ducado, tornando-se a Duquesa de Fife e Marquesa de Macduff em seu próprio direito.
Em 15 de outubro de 1913, a princesa Alexandra casou com o príncipe Artur de Connaught na capela real, no Palácio de St. James, Londres. O príncipe Artur de Connaught foi o único filho do príncipe Artur, Duque de Connaught, neto da rainha Vitória I, eles tiveram um único filho:
- Alastair, 2.º Duque de Connaught e Strathearn, sem descendência.